# Prosobonia parvirostris
Il piro-piro delle Tuamotu (Prosobonia parvirostris, Peale, 1848) è un uccello della famiglia degli Scolopacidae endemico delle Isole Tuamotu.

## Sistematica
Prosobonia parvirostris non ha sottospecie, è monotipico.